# 서울대동초등학교
서울대동초등학교(-大東初等學校)는 대한민국 서울특별시 영등포구 대림동에 있는 공립 초등학교이다.

## 연혁
- 1980년 10월 2일 : 개교

## 같이 보기
- 서울대동초등학교 축구단